# جان بول قروس
جان بول قروس (بالفرنسية: Jean-Paul Gros)‏ هو لاعب رماية فرنسي، ولد في 10 ديسمبر 1960 في Saint-Symphorien-d'Ozon ‏ في فرنسا.

## وصلات خارجية
- جان بول قروس على موقع الاتحاد الدولي (الإنجليزية)
- جان بول قروس على موقع اللجنة الأولمبية الدولية (الإنجليزية)
- جان بول قروس على موقع أوليمبيديا (الإنجليزية)